# Érpatak, Szabolcs-Szatmár-Bereg
Érpatak  este un sat în districtul Nagykálló, județul Szabolcs-Szatmár-Bereg, Ungaria, având o populație de 1.724 de locuitori (2011). 

## Demografie
Componența etnică a satului Érpatak
     Maghiari (90,22%)
     Romi (7,78%)
     Necunoscut (0,2%)
     Alții (1,8%)
Componența confesională a satului Érpatak
     Greco-catolici (38,52%)
     Romano-catolici (17,23%)
     Fără religie (10,38%)
     Reformați (6,5%)
     Necunoscută (26,57%)
     Alte religii (1,68%)
Conform recensământului din 2011, satul Érpatak avea 1.724 de locuitori. Din punct de vedere etnic, majoritatea locuitorilor (90,22%) erau maghiari, cu o minoritate de romi (7,78%). Apartenența etnică nu este cunoscută în cazul a 0,2% din locuitori. Nu există o religie majoritară, locuitorii fiind greco-catolici (38,52%), romano-catolici (17,23%), persoane fără religie (10,38%) și reformați (6,5%). Pentru 26,57% din locuitori nu este cunoscută apartenența confesională.